# يانغ تسونغ هوا
يانغ تسونغ هوا (بالصينية: 楊宗樺) مواليد 29 مارس 1991 في تايوان، هو لاعب كرة مضرب تايواني بدأ مسيرته كمحترف سنة 2006 يلعب باليد اليمنى ويحتل حالياً المرتبة رقم. 216 (9 نوفمبر 2015) في تصنيف رابطة محترفي كرة المضرب. أعلى تصنيف له في الفردي كان المركز الـ 164 في سنة 2012. أعلى تصنيف له في الزوجي كان المركز الـ 144 في سنة 2009.

## روابط خارجية
- يانغ تسونغ هوا على موقع رابطة محترفي التنس (الإنجليزية)
- يانغ تسونغ هوا على موقع الاتحاد الدولي لكرة المضرب (الإنجليزية)
- يانغ تسونغ هوا على موقع كأس ديفيز (الإنجليزية)
- يانغ تسونغ هوا على موقع خلاصة التنس.كوم (الإنجليزية)